# Jan Phyl Village
Jan Phyl Village statisztikai település az USA Florida államában, Polk megyében. Lakosainak száma 5927 fő (2020. április 1.).

## Népesség
A település népességének változása:
| Lakosok száma | 5633 | 5573 | 5927 |
|               | 2000 | 2010 | 2020 |